# Trechinae
Sous-famille
Les Trechinae sont une sous-famille de coléoptères de la famille des Carabidae.

## Liste des tribus
- Bembidiini Stephens, 1827
- Lissopogonini Zamotajlov, 1999
- Patrobini Kirby, 1837
- Pogonini Laporte, 1834
- Trechini Bonelli, 1810
- Zolini Sharp, 1886

## Publication originale
- Bonelli, 1810 : Observations Entomologique. Première partie. Mémoires de l'Académie des Sciences, Turin vol. 18, p. 21–78.